# Selenicereus boeckmannii
Selenicereus boeckmannii és una espècie fanerògama que pertany a la família de les cactàcies (Cactaceae).

## Descripció
És una planta perenne carnosa expansiva, amb les tiges de color verd i amb les flors fan uns 25 cm d'amplada, de color blanc i fan una olor de vainilla.

## Distribució
És endèmica de Chiapas a Mèxic, Cuba, Haití i República Dominicana. És una espècie rara en la vida silvestre.

## Taxonomia
Selenicereus chrysocardium va ser descrita per (Otto) Nathaniel Lord Britton & Joseph Nelson Rose i publicat a Contributions from the United States National Herbarium 12(10): 429. 1908-1909[1909]. (21 Jul 1909).
Etimologia
- Selenicereus: nom genèric es deriva del grec Σελήνη (Selene), la deessa de la lluna i cereus, que significa 'espelma' en llatí, en referència a les flors nocturnes.

- boeckmannii: epítet.

Sinonímia
- Cereus boeckmannii Otto ex Salm-Dyck
- Selenicereus vaupelii (Weing.) A. Berger.[3]